# 박흥규 (1888년)
박흥규(朴興奎, 1888년 6월 20일 ~ 1957년 10월 19일)는 일제강점기의 전라북도 지역 유지로, 조선총독부 중추원 참의도 역임했다.

## 생애
1923년 동아일보 정읍지국 고문과 초성금융조합 조합장을 지내는 등 전북 정읍을 중심으로 한 자산가이며 유지였다. 3·1 운동 이후 조선총독부는 유화책의 일환으로 도평의회 제도를 마련했는데, 박흥규는 1924년 도지사가 임명하는 관선 전북 도평의회원으로 발탁되었다.
이후 정읍면장을 역임했고 주식회사 정읍전기의 사장 및 대주주로서 기업가로 활동했다. 1927년에는 정읍에 사립유아원을 설립한 일이 있고 정읍보통학교를 후원하는 등 지역의 교육사업에도 관심을 보였다. 일본인이 쓴 《전라북도발전사》의 인물평에 따르면 "정읍군의 부호"인 박흥규는 "의협심이 많은 덕망가"이며 "호남의 쾌걸"로 묘사되어, 호방한 인물인 것으로 되어 있다.
1927년 도평의회원 선거에 출마했다가 낙선한 뒤 중추원 참의에 임명되었다. 임기는 3년으로 박흥규는 1930년까지 중추원에 재직했다. 일본 정부로부터 1928년 쇼와대례기념장과 1929년 정7위를 받아 공을 인정 받았다.
1929년 조선박람회 평의원에 위촉되었고, 1931년 정읍군 체육협회 고문, 1934년 정읍군 소작위원회 정의원을 지내는 등 활발한 활동을 계속했다. 이 중 소작위원회는 농민운동이 고양되는 분위기 속에서 일제가 계급 대립의 완충 장치를 마련하기 위해 내린 〈조선소작조정령〉, 〈조선농지령〉에 따라 설치된 기구이다.
2002년 발표된 친일파 708인 명단과 2008년 공개된 민족문제연구소의 친일인명사전 수록예정자 명단에 모두 들어 있고, 2007년 대한민국 친일반민족행위진상규명위원회가 발표한 친일반민족행위 195인 명단에도 선정되었다.

## 같이 보기
- 조선총독부 중추원

## 참고 자료
- 친일반민족행위진상규명위원회 (2007년 12월). 〈박흥규〉 (PDF). 《2007년도 조사보고서 II - 친일반민족행위결정이유서》. 서울. 637~644쪽쪽. 발간등록번호 11-1560010-0000002-10. [깨진 링크(과거 내용 찾기)]